# Cheuille
La Cheuille est un affluent de la Loire traversant le territoire des départements français du Loiret, de la Nièvre et de l'Yonne dans les régions Bourgogne-Franche-Comté et Centre-Val de Loire.

## Communes traversées
La rivière de la Cheuille s'écoule dans le Loiret sur le territoire des communes de Bonny-sur-Loire, Faverelles et Thou ; dans la Nièvre sur le territoire des communes de Neuvy-sur-Loire, Saint-Amand-en-Puisaye et Annay ; dans l'Yonne, sur le territoire des communes de Saint-Fargeau et Lavau.